# Семенково (Калузька область)
Семенково (рос. Семенково) — присілок в Спас-Деменському районі Калузької області Російської Федерації.
Населення становить 2 особи. Входить до складу муніципального утворення Присілок Теплово.

## Історія
Від 2004 року входить до складу муніципального утворення Присілок Теплово

## Населення
| 2002 | 2007 | 2010 |
| ---- | ---- | ---- |
| 16   | ↘15  | ↘2   |